# 하오보춘
하오보춘(중국어: 郝柏村, 병음: Hǎo Bócūn, 1919년 8월 8일~2020년 3월 30일)은 중화민국의 군인 출신 정치인으로 자는 보춘(중국어: 伯春, 병음: Bóchūn)이다. 최장기 중화민국군 참모총장(1981년~1989년)을 지냈으며, 퇴역 후에 중화민국 국방부장(1989년~1990년) 행정원장(1990년~1993년)을 지냈다.